# Graeme Segal
Graeme Bryce Segal, FRS, britanski matematik, * 21. december 1941.

## Življenje in delo
Segal je študiral na Univerzi v Sidneyju kjer je leta 1961 diplomiral. Leta 1967 je na Kolidžu svete Katarine Univerze v Oxfordu doktoriral pod Atiyahovim mentorstvo z dizertacijo Ekvivariantna K-teorija (Equivariant K-theory). Dizertacija je obravnavala ekvivariantno K-teorijo, Atiyah-Segalov izrek o napolnitvi pa je bil en glavnih spodbud za Segalovo domnevo, ki jo je formuliral.
V zadnjih štiridesetletjih je veliko prispeval druge dosežke na področje teorije homotopije, na primer pristop k neskončnim prostorom zank. Bil je tudi pionir eliptične kohomologije, ki je povezana z raziskovanji topološke kvantne teorije polja.

## Priznanja
Segala je Kraljeva družba leta 1982 izbrala za svojega člana. Istega leta je postal profesor emeritus na oxfordskem Kolidžu Vseh svetih.
Med letoma 1990 in 1999 je bil Lowndesov profesor astronomije in geometrije na Univerzi v Cambridgeu.
Leta 2011 so ga izbrali za predsednika Londonskega matematičnega društva.

### Nagrade
Kraljeva družba mu je leta 2010 podelila Sylvestrovo medaljo za njegovo zelo vplivno in elegantno delo pri razvoju topologije, geometrije in kvantne teorije polja, ki je zmanjšalo vrzel med fiziko in čisto matematiko.